# Parco minerario naturalistico di Gavorrano
Il Parco minerario naturalistico di Gavorrano è un parco naturalistico e di archeologia industriale situato nel comune di Gavorrano, nella provincia di Grosseto.

## Storia
L'attività mineraria a Gavorrano ebbe inizio nel 1898, quando il gavorranese Francesco Alberti, ex garibaldino, scoprì insieme ai concittadini Oreste Leporatti, Savino Rosselli e Giuseppe Simonetti e con l'appoggio del geologo massetano Bernardino Lotti, il primo giacimento di pirite in località Fonte Vecchia, a pochi metri dal paese. I diritti minerari furono così acquistati della ditta Praga e Co. del romano Guido Praga, e pochi anni dopo, nel 1905, l'area mineraria di Gavorrano passò sotto il controllo della Unione Italiana Piriti. Nel 1908 iniziarono i lavori anche presso la frazione di Ravi e due anni dopo l'intero comprensorio venne rilevato dall'azienda Montecatini di Guido Donegani. La Montecatini gestì totalmente l'attività mineraria fino alla chiusura dei cantieri di estrazione il 30 giugno 1981 e, nel corso di questo lungo periodo, la miniera venne dotata di numerosi pozzi di estrazione, di impianti per il trattamento del minerale (frantumazione, lavaggio e vagliatura), di teleferiche e di ferrovie. La produzione di pirite aumentò costantemente dalle 24 000 tonnellate/anno dei primi anni del XX secolo alle 650 000 tonnellate/anno degli anni settanta. Si stima che la quantità di pirite estratta nella totalità sia di circa 27.000.000 tonnellate. Dal sottosuolo la pirite di Gavorrano andava ad alimentare per il 30% lo stabilimento del Casone di Scarlino, attivo dal 1962, per la produzione di acido solforico, oleum e pellet di ossido di ferro, e per il resto le altre fabbriche della Montecatini.
Nel 1991 il comune di Gavorrano ha dato inizio alla fase di progettazione preliminare per realizzare una sorta di museo-parco a testimonianza dell'attività mineraria sul Monte Calvo, sotto la direzione del professor Alberto Magnaghi dell'Università di Firenze. Nel 1998 il progetto del parco minerario è entrato nella sua fase esecutiva: sotto il coordinamento scientifico del professor Alberto Pedrolli è stato realizzato il Parco delle Rocce, con il recupero delle gallerie e la costruzione dell'ingresso al museo composto da biglietteria, sale deposito e dal grande cono della sala del plastico, con allestimenti curati dallo studio Gabetti e Isola e dagli architetti Gabriella Maciocco e Leonardo Brogioni; con progetto e direzione lavori di David Fantini, è stato realizzato in una cava di calcare del Monte Calvo il cosiddetto Teatro delle Rocce; con progetto e direzione lavori di Massimo Carmassi, è stato recuperato in parte anche l'insediamento minerario di Ravi Marchi. Con decreto del Ministero dell'Ambiente del 28 febbraio 2002, il progetto è stato incorporato nel parco nazionale delle Colline Metallifere. L'inaugurazione ufficiale dell'intero parco minerario naturalistico si è tenuta il 19 luglio 2003. Il museo-parco è inserito nella rete museale provinciale Musei di Maremma.
Il 15 settembre 2012 l'insediamento di Ravi Marchi è stato nuovamente inaugurato in seguito ad altri interventi di recupero che hanno interessato l'intera area mineraria.

## Aree del parco

### Parco delle Rocce
L'ingresso al Parco delle Rocce è situato a 215 metri di altitudine, nei pressi del paese di Gavorrano, lungo la strada che collega il centro comunale con le frazioni di Filare e Bagno. La porta del parco, interessante architettura contemporanea a forma di cono, si trova nel piazzale del Pozzo Impero, risalente al 1936, di fianco al grande edificio dei Bagnetti, con i vecchi spogliatoi, l'infermeria e i bagni dei minatori. All'interno del centro d'accoglienza sono situati la biglietteria e la libreria, oltre che un'esposizione di campioni di minerale in teche di cristallo collocate nei quattro angoli della sala.

#### Museo in galleria
Il primo percorso minerario-naturalistico del Parco delle Rocce è costituito dal cosiddetto Museo in galleria, un moderno museo multimediale sotterraneo che descrive le fasi del lavoro in miniera e la vita dei minatori a partire dagli anni cinquanta del XX secolo. Il percorso inizia dalla struttura conica situata dopo l'ingresso, dove è collocato un plastico dell'area mineraria posizionato al centro, mentre su due pannelli circolari disposti lungo il perimetro sono illustrati il passato della miniera nei suoi diversi momenti di attività e la storia del moderno complesso museale. Presso l'ingresso della galleria è situata la scultura in legno del minatore, opera dello scultore Hilario Isola. La galleria dove è stato realizzato il museo era in origine una riservetta destinata a deposito di esplosivi e materiale detonante utilizzato nell'operazione di abbattimento delle rocce nella miniera di Gavorrano. Il percorso introduce il visitatore nella vita della miniera attraverso immagini e suoni che provengono dal passato e dalla memoria del mondo minerario. Dopo la ricostruzione degli spogliatoi e della lampisteria si prosegue con la discesa in miniera. Le diverse fasi del cantiere minerario sono raccontate da sezioni dedicate all'attività di ricerca, alla posa degli esplosivi, ai metodi di coltivazione e alle opere di sostegno. Un apparato mediatico multimediale, formato non solo da pannelli esplicativi, ma anche da un sistema sincronizzato di luci, immagini e suoni, evoca in forma sensoriale l'interno della miniera. A conclusione della visita è prevista una proiezione che ripercorre le tappe salienti della storia della miniera, con uno sguardo sulle iniziative de proporre in futuro per uno sviluppo del parco minerario. L'intera galleria è arredata con foto d'epoca, raccolta di macchine, utensili, oggetti del vestiario e della vita di tutti i giorni del minatore, nonché allestimenti che ricostruiscono aspetti peculiari delle tecniche di escavazione del minerale: la "gabbia", ovvero l'ascensore manovrato da un argano per la discesa e risalita del personale attraverso il pozzo; la "volata" (l'abbattimento della roccia attraverso l'uso dell'esplosivo); le armature per la sicurezza delle gallerie; le lavorazioni di "smarino" con le pale ad aria compressa.

#### Teatro delle Rocce
Proseguendo lungo la strada che dal piazzale del Pozzo Impero porta verso il Monte Calvo si arriva alla grandiosa cava di calcare di San Rocco, coltivazione a cielo aperto finalizzata all'estrazione del "breccino", calcare per la produzione di materiale sterile utilizzato per le ripiene delle gallerie e dei cantieri sotterranei dismessi della miniera. La cava prende il nome dalla piccola chiesetta di San Rocco, risalente al XVII secolo, qui situata. Nell'area circolare ai piedi della cava è stato inaugurato nel settembre 2003 il Teatro delle Rocce, progettato dall'architetto David Fantini, suggestivo spazio teatrale inserito all'interno della cava di calcare come parte di essa, adattato alla morfologia del contesto in cui si inserisce attraverso le gradinate realizzate in pietra cavata. Ogni estate il teatro organizza un festival ricco di spettacoli teatrali e musicali, con ospiti di rilievo nazionale e internazionale.

### Miniera di Ravi Marchi
Ravi Marchi è un insediamento minerario situato a tre chilometri da Gavorrano, nei pressi della frazione di Ravi, e comprende il secondo percorso naturalistico-minerario del parco di Gavorrano.
L'area mineraria di Ravi fu acquistata nel 1910 dalla società Marchi e iniziò ad essere sfruttata a partire dal 1912. La concessione mineraria comprendeva inizialmente tre masse di mineralizzazione, Ortino, Radini e Vignaccio, le prime due esauritesi tra la fine degli anni venti e i primi degli anni trenta, mentre la terza, dove vennero scavati due pozzi e costruita una prima laveria per il trattamento della pirite (risalente al 1918 e ampliata nel 1925), fu sfruttata fino agli anni cinquanta. Dal 1950 vennero individuate altre due masse, Orsinghi e Quercetana. Nel 1955 fu costruita una nuova laveria più grande che si sviluppa in cinque gradoni, ancora visibile. Dal 1965 l'intera miniera passò alla società Montecatini.
L'area del Vignaccio è stata oggetto di recupero e di valorizzazione tra il 1999 e il 2003: sono stati restaurati i due castelli minerari in ferro, Vignaccio I e Vignaccio II (detto Nuovo), risalenti al 1949, e la grande laveria del 1955. Ulteriori lavori, conclusi nel 2012, hanno permesso la realizzazione di un centro accoglienza e l'apertura alla visita dell'area della vecchia laveria.